# Setodes resinacapta
Setodes resinacapta là một loài Trichoptera hóa thạch trong họ Leptoceridae.